# Betània
Betania (grec B'thanía (transliteració de l'hebreu Bêth-ânî [aniyyâh] "casa del pobre [dels dàtils; de l'aflicció]") és una vila a la falda oriental del Mont de les Oliveres, a uns 2,5 km a l'est de Jerusalem, al camí cap a Jericó, on vivien Llàtzer, Marta i Maria, a qui Jesús visità en diverses ocasions i Simó el leprós, a la casa on Maria va ungir Jesús. L'ascensió de Jesús va passar no gaire lluny d'aquesta vila. El lloc s'anomena ara el-Azarîyeh en honor de Llàtzer.